# Овражки
Овра́жки (до 1945 року — Кайнавут, крим. Qaynavut, рос. Овражки) — село (до 2011 року — селище) в Україні, у Білогірському районі Автономної Республіки Крим. Підпорядковане Зеленогірській сільській раді.

## Історія

### Археологічні пам'ятки
- стоянка[2] у печері Кесек-коба епохи мезоліту, на північ від селища, правий берег Бурульчі.
- Чогарак-коба, палеоліт (епоха мустьє), лівий бік балки Берекет, 500 м від річки Бурульча.
- Буран-Кая — багатошарова стоянка[3][4] кам'яної доби в скельному навісі в середній течії річки Бурульча (Гірський Крим) на північ від селища, південно-східний край гряди Буран-Кая.
- скіфо-сарматський могильник I — III ст. н. е.
- городище салтівсько-маяцької культури (протоболгари) VII — IX ст. до н. е., яке було відкрите у 1962 році І. М. Барановим, лівий берег Бурульчі.
- середньовічне поселення XII — XVIII століть, урочище Буран-кая на північ від селища на правому березі річки Бурульча.